# Sybra ochreosignatipennis
Sybra ochreosignatipennis là một loài bọ cánh cứng trong họ Cerambycidae.